# Rangsiman Sruamprakum
Rangsiman Sruamprakum (thailändisch รังสิมันต์ สรวมประคำ, * 22. April 1995), auch als Got bekannt, ist ein thailändischer Fußballspieler.

## Karriere
Rangsiman Sruamprakum stand 2017 bei Bangkok Glass unter Vertrag. Der Verein aus Pathum Thani spielte in der höchsten thailändischen Liga, der Thai League. Hier kam er nicht zum Einsatz. Wo er vor 2017 und die Saison 2018 gespielt hat, ist unbekannt. 2019 absolvierte er sieben Spiele für den Zweitligisten Sisaket FC. Der Verein aus Sisaket spielte in der zweiten Liga des Landes, der Thai League 2. 2020 wechselte er zum Ligakonkurrenten Kasetsart FC nach Bangkok. Für den Hauptstadtverein absolvierte er 38 Zweitligaspiele. Im Januar 2022 unterschrieb er einen Vertrag beim Ligakonkurrenten Customs United FC. In der Rückrunde bestritt er für den Klub aus der Hauptstadt Bangkok 16 Ligaspiele. Ende Juli 2022 verpflichtete ihn der ebenfalls in der zweiten Liga spielende Phrae United FC.